# Жанадаур (Северо-Казахстанская область)
Жанадаур (каз. Жаңадәуір) — село в Тайыншинском районе Северо-Казахстанской области Казахстана. Село входит в состав Амандыкского сельского округа. Код КАТО — 596036400.

## География
Расположено около озера Сексембайсор.

## Население
В 1999 году население села составляло 241 человек (126 мужчин и 115 женщин). По данным переписи 2009 года, в селе проживало 84 человека (46 мужчин и 38 женщин).